# Klett-Cotta
Klett-Cotta Verlag är ett tyskt bokförlag inom företaget Klett Gruppe.
Förlaget grundades 1977 när Ernst Klett Verlag fusionerades med Cotta-Verlag, som hade grundats 1659.
Förlaget ger främst ut skönlitteratur, facklitteratur, fantasy och kriminalromaner. Till den skönlitterära utgivningens främsta verk hör tyska klassiska namn som Gottfried Benn, Stefan George, Ernst Jünger och Rudolf Borchardt, men även amerikanska författare utanför mainstreamfåran, som Jonathan Lethem, Tom Drury och Mark Z. Danielewski. Sedan några år har en förstärkt utgivning av tysk samtidslitteratur skett, bland annat Brigitte Kronauer.